# Sân bay quốc tế Faa'a

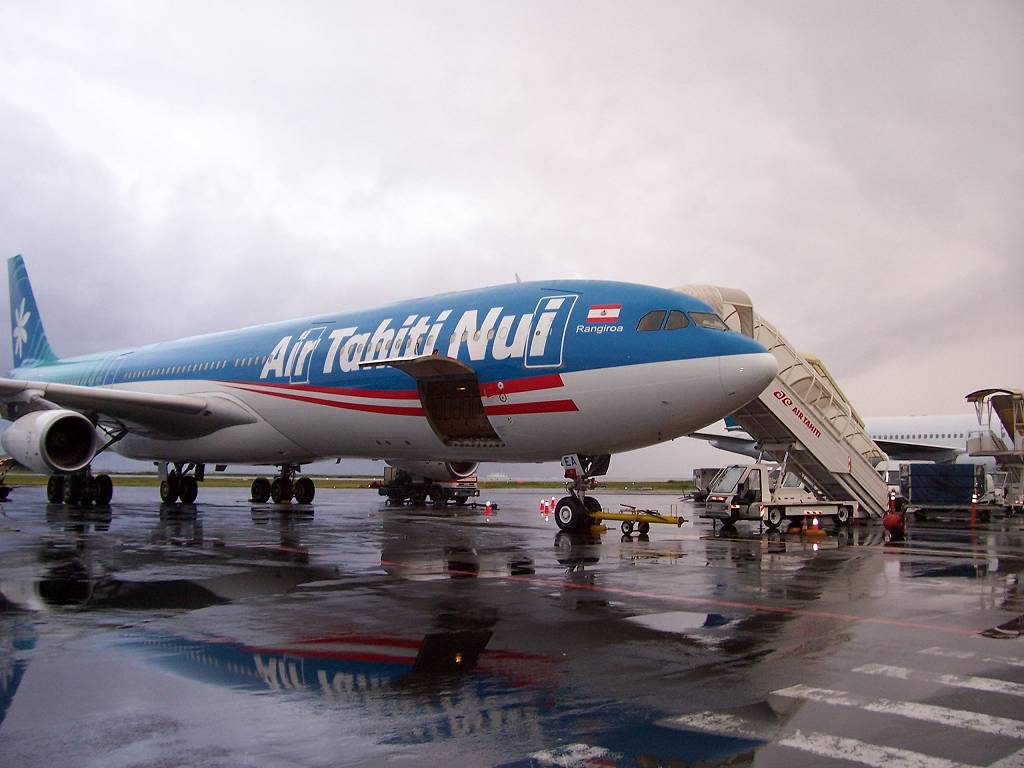
Máy bay A340 của Air Tahiti Nui Airbus tại sân bay

Sân bay quốc tế Faa'a hay Sân bay quốc tế Tahiti Faa'a (tiếng Pháp: Aéroport International Tahiti Faa'a) (IATA: PPT, ICAO: NTAA) là một sân bay nằm ở xã Faa'a, trên đảo Tahiti, Polynésie thuộc Pháp, 5 km (3,1 dặm) phía tây tây nam [1] từ trung tâm xã Papeete, thủ đô của Polynesia thuộc Pháp [1] Đây là sân bay duy nhất ở Polynésie thuộc Pháp phục vụ các chuyến bay quốc tế.
Do địa hình có cao độ hạn chế, chứ không phải là san lấp mặt bằng trải dài lớn đất nông nghiệp dốc, sân bay được xây dựng chủ yếu trên đất khai hoang trên các rạn san hô nằm ngay ngoài biển. Sân bay, điều hành bởi Aéroports Setil, có một đường băng dài 3.420 m (11.220 ft) đường băng, lớn và kết cấu chịu lực đủ để chứa tất cả các máy bay thương mại và quân sự.
Air Tahiti có trụ sở chính ở sân bay này.

## Hãng hàng không và tuyến bay
| Hãng hàng không   | Các điểm đến |
| ----------------- | --- |
| Air France        | Los Angeles, Paris-Charles de Gaulle [resumes ngày 28 tháng 3 năm 2012] |
| Air Moorea        | Moorea |
| Air New Zealand   | Auckland |
| Air Tahiti        | Ahe, Atuona, Arutua, Bora Bora, Fakarava, Gambier, Hao, Huahine, Kaukura, Manihi, Maupiti, Makemo, Moorea, Matavia, Nuku Hiva, Raiatea, Rangiroa, Rarotonga, Rimatara, Rurutu, Raivavae, Tikehau, Takapoto, Takaroa, Tubuai, Ua Huka, Ua Pou |
| Air Tahiti Nui    | Auckland, Los Angeles, Paris-Charles de Gaulle, Tokyo-Narita Seasonal: Sydney |
| Aircalin          | Nouméa |
| Hawaiian Airlines | Honolulu |
| LAN Airlines      | Hanga Roa, Santiago de Chile |